# 洪興仔之江湖大風暴
洪興仔之江湖大風暴，依據香港漫畫家牛佬所繪製的漫畫《洪興仔》改篇，是古惑仔電影系列或稱古惑電影宇宙中的一個平行時空，本片由最佳拍檔公司出品。

## 情節大綱
首先透過一名女記者小彤(李若彤 飾)對香港黑幫的專訪導入故事。洪興與東星，是香港赫赫有名的兩大幫派,兩派間的互動除了武力衝突，也有利益交換。小彤的哥哥小春(陳小春 飾)正是洪興社成員，成天在外遊手好閒、惹是生非，某次在爭奪電影院座位時，與東星龍頭老大之子家寶(林偉亮 飾)及成員垃圾(鄒兆龍 飾)發生衝突，小春被垃圾一行人追入暗巷，恰巧被路過的幫主之子洪飛(梁朝偉 飾)以凌厲刀法所救，小春崇敬萬分，將其視為自己的偶像。
在採訪過程中，小彤因緣際會結識洪飛，並被其高超的賽車技巧及寧為玉碎、不為瓦全的情操所深深吸引，某日，洪興扛霸子洪勝(谷峰 飾)金盆洗手開桌宴客，洪飛雖到場，但僅是以洪勝之子的身份，且不留顏面的將過去父親為幫派忽視家人，導致母、姐雙亡一事說出，令其下不了檯，再加上聽聞祖墳遭盜的消息，洪勝不堪雙重打擊而中風住院。
洪勝中風之消息傳出，東星蠢蠢欲動，意圖趁洪興最衰弱之際將其一舉打垮，洪興大老B哥(吳志雄飾)前往澳門欲尋求當地人馬派兵支援香港局勢，不料卻遭東星幫突襲並制服。眼見父親的江山陷風雨飄搖之境，洪飛只好回歸洪興，加入這場戰局，洪飛用計得知東星龍頭雷炮(韓坤飾)的下落,眼見擒王任務即將告成之際，竟被東星收買的B哥出手阻撓,洪飛身負重傷,而雷炮雖逃過洪飛一劫，卻難逃內部鬥爭，慘遭愛將志偉(雷宇揚飾)殺害，洪飛為復仇，不得以只好向CID合作,志偉在即位之際遭家寶指認出其為弒父及篡位之主謀，山窮水盡之際，被家寶從頂樓拋下。小春也在廁所一戰運用洪飛授予的戰術，打敗了宿敵垃圾。洪飛雖在與B哥的刀戰佔上風，但卻遭到前來制止的CID開槍命中，最後他在約定地見小彤最後一面後即迅速開車離去，因失血過多意識陷入模糊而撞車身亡，小彤的採訪也在永無止盡的哀傷中告一段落....　

## 人物角色

### 洪興社
| 演員   | 角色   | 粵語配音 | 備註 |
| 梁朝偉 | 洪飛   | 梁朝偉   | 洪興龍頭老大洪勝之子，以快如疾風的刀法令人聞之喪膽，因對於父親選擇幫派而放棄家庭感到不滿而與父親決裂，並退出洪興社，直到父親因受東星社刺激中風後，答應返回洪興代理幫主之位，與小春之妹小彤有一段薔薇之戀，最後因不想連累小彤而選擇撞車身亡。 |
| 陳小春 | 小春   | 陳小春   | 洪興社成員，膽小如鼠又幽默風趣，履次為洪飛所救，一心想升格當大哥卻始終未能如願。 |
| 吳志雄 | B哥    | 高翰文   | 洪興社頭目，洪飛的精湛刀法即是他所授予，在某次與基哥到澳門之行，受東星幫突襲及威脅而向東星投誠，最後在與洪飛的刀戰中遭洪飛擊敗。 |
| 谷峰   | 洪勝   | 劉江     | 洪興社龍頭，洪飛之父，為人清廉，堅持不賣白粉以謀取暴利，看似老謀深算的外表下，其實有顆愛孩子及家庭的心。 |
| 李兆基 | 基哥   | 周志輝   | 洪興社頭目，在澳門遭東星突擊身亡。 |
| 林尚義 | 貓叔   | 林尚義   | 洪興社叔父，洪勝之舊識，以賣田腳威震江湖。 |
| 丁子峻 | 細潮   | 丁子峻   | 洪興社成員，小春手下 |
| 黎彼得 | 柯拔甩 | 黎彼得   | 洪興社成員，阿彤上司 |
| 宋本中 | 中     | 郭志權   | 洪興社成員，小春手下 |

### 東星幫
| 演員   | 角色   | 粵語配音 | 備註 |
| 雷宇揚 | 志偉   | 雷宇揚   | 本片大反派，東星幫二把手，一心想成為龍頭老大，後與B哥聯手殺害雷炮，最後遭雷家寶從頂樓拋下。                                                |
| 鄒兆龍 | 垃圾   | 陳欣     | 本片反派，東星幫金牌打手，留著一頭金色長髮，經常與小春發生衝突，最後在廁所一戰敗給小春。                                                   |
| 韓坤   | 雷炮   | 古明華   | 東星幫龍頭，遭志偉和B哥聯手殺害。 |
| 林偉亮 | 雷家寶 | 林偉亮   | 本片反派，後悔改，東星幫太子爺，雷炮之子，雖身為龍頭老大之子，但個性卻如同街頭混混般輕浮，履遭小春等人捉弄，最後成功殺死志偉替父親報了仇。 |
| 黃斌   |        |          | 雷家寶手下，實為雷家寶安排的臥底 |
| 劉寶賢 |        |          | 雷家寶手下，實為雷家寶安排的臥底 |

### 其他
| 演員   | 角色 | 粵語配音 | 備註                                                                 |
| 李若彤 | 阿彤 | 李若彤   | 小春之妹，在某次賽車比賽因緣際會認識了洪飛並深深愛上他的冷靜氣質。   |
| 邱禮濤 | 途人 |          | 看見雷家寶在街上裸體的途人                                           |
| 羅莽   | 怪獸 | 張炳強   | 洪飛賽車對手，洪飛天敵，在輸後不肯付錢給洪飛，最後被其脅持下才肯付錢 |
| 元彬   |      |          | O記                                                                  |

## 系列類似情境
- 賽車（古惑仔4，陳浩南與欣欣遭生蕃襲擊）
- 黑吃黑 （與古惑仔3烏鴉及笑面虎謀害駱駝一幕相似，皆發生於東星幫內部，且吳志雄均參與其中）
- 拋下樓（片尾志偉遭家寶仍下樓，與古惑仔3恐龍遭東星耀揚指示丟下樓情節相似）
- 螳螂腿（同古惑仔1踢靚坤，均為演員林尚義的絕活）
- 志偉登基（與古惑仔6雷復轟登基類似，均被屬下戳破陰謀而狼狽下位）

## 主題曲
司徒志輝 Kenny Wong 沒明天的故事

## 外部連結
- 開眼電影網上《洪興仔之江湖大風暴》的資料（繁體中文）
- 香港影庫上《洪興仔之江湖大風暴》的資料（繁體中文）
- 时光网上《洪興仔之江湖大風暴》的資料（简体中文）
- 豆瓣电影上《洪興仔之江湖大風暴》的資料 （简体中文）
- 互联网电影数据库（IMDb）上《洪興仔之江湖大風暴》的资料（英文）